# John Milton Miller
John Milton Miller (Hanover, 22 juni 1882 - 17 mei 1962) was een Amerikaanse elektro-ingenieur, die vooral bekend werd omwille van zijn ontdekking van het Millereffect en voor zijn onderzoekswerk op het gebied van  fundamentele schakelingen voor kwartsoscillatoren (Miller-oscillatoren)

## Levensloop
Miller werd geboren in Hanover (Pennsylvania). In 1904 studeerde hij af aan de Yale-universiteit waar hij in 1907 zijn mastergraad behaalde. Aan dezelfde universiteit behaalde hij in 1915 ook nog een titel in de natuurkunde. Van 1907-1919 was hij als natuurkundige werkzaam bij het National Bureau of Standards. Van 1919 tot 1923 was hij als radioingenieur werkzaam bij de United States Navy's Radio Laboratory in Anacostia (Washington D.C.) om uiteindelijk te belanden bij de Naval Research Laboratory (NRL). Van 1925 tot 1936 nam hij de leiding van het radio-ontvanger onderzoek bij de Kent Manufacturing Company Philadelphia en van 1936 tot 1940 was hij hoofdassistent van het onderzoekslaboratorium voor de RCA Radiotron Company. In 1940 keerde hij terug naar NRL en sloot daar zijn carrière af als wetenschappelijk onderzoeksadministrator.
Miller ontving in 1945 de Distinguished Civilian Service Award voor Zijn aanzet tot de ontwikkeling van een nieuwe flexibele RF-kabel die dringend nodig was in radio- en radaruitrusting en waarmee een groot materiaalgebrek tijdens wereldoorlog II in de US werd opgelost. In 1953 werd hij onderscheiden met de IEEE Medal of Honor voor Zijn pionierswerk op het gebied van de basistheorie van radiobuizen, radioinstrumenten/metingen  en kristaloscillatoren.